# Gaidojutsu
Il Gaidojutsu è un'arte marziale fondata nel 1992 dall'allenatore professionista di arti marziali miste statunitense Greg Jackson.

## Storia
Nato a Washington nel 1974 in una famiglia di lottatori di successo e trasferitosi a soli tre anni ad Albuquerque, nel Nuovo Messico, nel 1992 Jackson si diploma nella locale Rio Grande High School e da allora si dedica allo sviluppo e all'insegnamento del Gaidojutsu (allargandosi poi alle MMA nel 2000).
Oggi Jackson è co-proprietario della Jackson Wink MMA Academy (dopo essere entrato in società con l'allenatore di strinking Mike Winklejohn nel 2007), universalmente riconosciuta come la migliore palestra di arti marziali miste del mondo.
A conferma del suo successo, Jackson ha vinto tre World MMA Awards: nel 2009 i premi come miglior allenatore e migliore palestra, l'anno successivo quello per il miglior allenatore dell'anno.

## Tecnica
Il Gaidojutsu combina in sé tecniche rudimentali della lotta e della Kickboxing con alcune prese del Judo; nell'evoluzione di questa arte Jackson ha aggiunto a questa base elementi del grappling e del Jiu jitsu brasiliano.

## Praticanti famosi
Il successo di questa tecnica è in non poca parte dovuto al fatto che molti combattenti professionisti se ne sono serviti nel corso della loro carriera; tra i più celebri si possono citare l’attuale campione UFC della categoria pesi massimi Jon Jones e gli ex campioni Frank Mir, Georges St-Pierre, Holly Holm e B.J. Penn.